# Lane (Kansas)
Lane è un comune degli Stati Uniti d'America, situato nello Stato del Kansas, nella contea di Franklin.